# شمولية أخلاقية
الأخلاقية الشمولية هي موقف مبدئي يَعتبر أنه هناك نظم أخلاقية تطبق بشكل كلي على جميع الأفراد الذين يواجهون نفس الوضع مهما كان نوع الثقافة أو العنصر أو الجنس أو الجنسية أو الدين أو الميل الجنسي أو أي خصوصية أخرى. الأخلاقية الشمولية تتباين مع العدمية الشمولية. من المهم الإدراك أن ليس كل نظم الأخلاق الشمولي هي مطلقة كما ليس بالضرورة أن تكون أحادية القيمة. تشمل الأخلاقية الشمولية على نظريات أخلاقيات إدراكية مثل الواقع الأخلاقي ونظرية المراقب المثالي ونظرية الأمر الإلهي.